# Nederlands zaalvoetbalteam (mannen)
Het Nederlands zaalvoetbalteam is een team van Nederlandse zaalvoetballers dat Nederland vertegenwoordigt in internationale wedstrijden. Het team heeft in het verleden onder meer de tweede plaats op het FIFA Wereldkampioenschap zaalvoetbal behaald.

## Prestaties op eindrondes

### WK-Historie
| Deelnames aan het Wereldkampioenschap zaalvoetbal | Deelnames aan het Wereldkampioenschap zaalvoetbal | Deelnames aan het Wereldkampioenschap zaalvoetbal | Deelnames aan het Wereldkampioenschap zaalvoetbal | Deelnames aan het Wereldkampioenschap zaalvoetbal | Deelnames aan het Wereldkampioenschap zaalvoetbal | Deelnames aan het Wereldkampioenschap zaalvoetbal | Deelnames aan het Wereldkampioenschap zaalvoetbal |
| Year                                              | Round                                             | Pld                                               | W                                                 | D                                                 | L                                                 | GS                                                | GA                                                |
| ------------------------------------------------- | ------------------------------------------------- | ------------------------------------------------- | ------------------------------------------------- | ------------------------------------------------- | ------------------------------------------------- | ------------------------------------------------- | ------------------------------------------------- |
| 1989                                              | Finalist                                          | 8                                                 | 4                                                 | 2                                                 | 2                                                 | 21                                                | 21                                                |
| 1992                                              | 2e ronde                                          | 6                                                 | 3                                                 | 1                                                 | 2                                                 | 15                                                | 15                                                |
| 1996                                              | 2e ronde                                          | 6                                                 | 2                                                 | 2                                                 | 2                                                 | 23                                                | 20                                                |
| 2000                                              | 2e ronde                                          | 6                                                 | 3                                                 | 0                                                 | 3                                                 | 17                                                | 20                                                |
| 2004                                              | Niet gekwalificeerd                               | Niet gekwalificeerd                               | Niet gekwalificeerd                               | Niet gekwalificeerd                               | Niet gekwalificeerd                               | Niet gekwalificeerd                               | Niet gekwalificeerd                               |
| 2008                                              | Niet gekwalificeerd                               | Niet gekwalificeerd                               | Niet gekwalificeerd                               | Niet gekwalificeerd                               | Niet gekwalificeerd                               | Niet gekwalificeerd                               | Niet gekwalificeerd                               |
| 2012                                              | Niet gekwalificeerd                               | Niet gekwalificeerd                               | Niet gekwalificeerd                               | Niet gekwalificeerd                               | Niet gekwalificeerd                               | Niet gekwalificeerd                               | Niet gekwalificeerd                               |
| 2016                                              | Niet gekwalificeerd                               | Niet gekwalificeerd                               | Niet gekwalificeerd                               | Niet gekwalificeerd                               | Niet gekwalificeerd                               | Niet gekwalificeerd                               | Niet gekwalificeerd                               |
| 2021                                              | Niet gekwalificeerd                               | Niet gekwalificeerd                               | Niet gekwalificeerd                               | Niet gekwalificeerd                               | Niet gekwalificeerd                               | Niet gekwalificeerd                               | Niet gekwalificeerd                               |
| 2024                                              | Achtste finale                                    | 4                                                 | 1                                                 | 2                                                 | 1                                                 | 11                                                | 10                                                |
| Totaal                                            | 5/10                                              | 30                                                | 13                                                | 7                                                 | 10                                                | 87                                                | 86                                                |

### EK-Historie
| Deelnames aan het Europees kampioenschap futsal | Deelnames aan het Europees kampioenschap futsal | Deelnames aan het Europees kampioenschap futsal | Deelnames aan het Europees kampioenschap futsal | Deelnames aan het Europees kampioenschap futsal | Deelnames aan het Europees kampioenschap futsal | Deelnames aan het Europees kampioenschap futsal | Deelnames aan het Europees kampioenschap futsal | Deelnames aan het Europees kampioenschap futsal |
| Jaar                                            | Ronde                                           | AW                                              | G                                               | G                                               | V                                               | DV                                              | DT                                              |                                                 |
| ----------------------------------------------- | ----------------------------------------------- | ----------------------------------------------- | ----------------------------------------------- | ----------------------------------------------- | ----------------------------------------------- | ----------------------------------------------- | ----------------------------------------------- | ----------------------------------------------- |
| 1996                                            | 6e plaats                                       | 3                                               | 0                                               | 1                                               | 2                                               | 5                                               | 8                                               |                                                 |
| 1999                                            | 4e plaats                                       | 5                                               | 1                                               | 1                                               | 3                                               | 16                                              | 19                                              |                                                 |
| 2001                                            | 1e ronde                                        | 3                                               | 0                                               | 1                                               | 2                                               | 3                                               | 11                                              |                                                 |
| 2003                                            | Niet gekwalificeerd                             | Niet gekwalificeerd                             | Niet gekwalificeerd                             | Niet gekwalificeerd                             | Niet gekwalificeerd                             | Niet gekwalificeerd                             | Niet gekwalificeerd                             |                                                 |
| 2005                                            | 1e ronde                                        | 3                                               | 1                                               | 0                                               | 2                                               | 8                                               | 12                                              |                                                 |
| 2007                                            | Niet gekwalificeerd                             | Niet gekwalificeerd                             | Niet gekwalificeerd                             | Niet gekwalificeerd                             | Niet gekwalificeerd                             | Niet gekwalificeerd                             | Niet gekwalificeerd                             |                                                 |
| 2010                                            | Niet gekwalificeerd                             | Niet gekwalificeerd                             | Niet gekwalificeerd                             | Niet gekwalificeerd                             | Niet gekwalificeerd                             | Niet gekwalificeerd                             | Niet gekwalificeerd                             |                                                 |
| 2012                                            | Niet gekwalificeerd                             | Niet gekwalificeerd                             | Niet gekwalificeerd                             | Niet gekwalificeerd                             | Niet gekwalificeerd                             | Niet gekwalificeerd                             | Niet gekwalificeerd                             |                                                 |
| 2014                                            | 1e ronde                                        | 3                                               | 0                                               | 0                                               | 3                                               | 1                                               | 12                                              |                                                 |
| 2016                                            | Niet gekwalificeerd                             | Niet gekwalificeerd                             | Niet gekwalificeerd                             | Niet gekwalificeerd                             | Niet gekwalificeerd                             | Niet gekwalificeerd                             | Niet gekwalificeerd                             |                                                 |
| 2018                                            | Niet gekwalificeerd                             | Niet gekwalificeerd                             | Niet gekwalificeerd                             | Niet gekwalificeerd                             | Niet gekwalificeerd                             | Niet gekwalificeerd                             | Niet gekwalificeerd                             |                                                 |
| 2022                                            | 1e ronde                                        | 3                                               | 1                                               | 0                                               | 2                                               | 6                                               | 9                                               |                                                 |
| Totaal                                          | 6/12                                            | 19                                              | 3                                               | 3                                               | 13                                              | 39                                              | 71                                              |                                                 |

## Huidige selectie

### Spelers
Statistieken bijgewerkt t/m de wedstrijd  Moldavië -  Nederland (1 - 6) van 19 april 2023.
| Doel                  |    |    |                      |      |
| Barry de Wit          | 23 | 0  | Estrada FS           | 2017 |
| Coen Burg             | 0  | 0  | FCK/De Hommel        |      |
| Mika Spigt            | 1  | 0  | FC Marlène           | 2023 |
| Verdediging           |    |    |                      |      |
| Tevfik Ceyar          | 48 | 13 | FC Eindhoven         | 2014 |
| Issam Dahmani         | 6  | 3  | Real Elmos Herentals | 2022 |
| Mohamed Chih          | 11 | 1  | Os Lusitanos         | 2022 |
| Yordi Orriëns         | 1  | 0  | Ede                  | 2023 |
| Denzel van Houtum     | 6  | 2  | FC Eindhoven         | 2023 |
| Saber Ben Khalou      | 14 | 3  | Os Lusitanos         | 2022 |
| Aimane M'Rabet Eloued | 1  | 0  | Tigers Roermond      | 2023 |
| Ayoub Tamoukh         | 0  | 0  | Tigers Roermond      |      |
| Middenveld            |    |    |                      |      |
| Abdessamad Attahiri   | 28 | 4  | Hovocubo             | 2017 |
| Lahcen Bouyouzan      | 75 | 15 | Hovocubo             | 2013 |
| Iliass Bouzit         | 33 | 9  | Os Lusitanos         | 2016 |
| Aanval                |    |    |                      |      |
| Said Bouzambou        | 80 | 30 | FC Eindhoven         | 2014 |